# Ніколаєвка (присілок, Сарактаський район)
Нікола́євка (рос. Николаевка) — присілок у складі Сарактаського району Оренбурзької області, Росія.

## Населення
Населення — 2 особи (2010; 6 у 2002).
Національний склад (станом на 2002 рік):
- росіяни — 100 %